# 생강나무
생강나무(학명: Lindera Obtusiloba)는 녹나무목 녹나무과의 식물이다. 또한 생강나무의 잎 또는 가지를 꺾으면 생강 냄새가 나서 생강나무라 부르며, 산동백나무라고도 부른다.

## 생태
겨울에 잎이 지는 떨기나무다. 키는 2~3m쯤 되며 숲에서 자란다. 이른 봄에 산 속에서 가장 먼저 노란 꽃을 피운다. 꽃은 3월에 잎이 나기 전에 피고 꽃자루가 짧아 가지에 촘촘히 붙어 있다. 꽃이 필 때 짙은 향내가 난다. 잎은 어긋나며 넓은 달걀 모양이고, 길이 5~15cm, 너비 4~13cm로 꽤 큰데, 끝이 크게 3개로 갈라지기도 하며 잎맥은 3주맥이다. 산수유나무도 비슷한 시기에 거의 같은 모습으로 꽃을 피우는데 생강나무 꽃보다 산수유나무 꽃의 꽃자루가 약간 더 길고 생강나무는 꽃을 피운 줄기 끝이 녹색이고 산수유나무는 갈색이다. 콩알만한 둥근 열매가 9월에 녹색-황색-홍색-흑색으로 변하면서 익는다.

## 쓰임새
동백 기름처럼 열매로 기름을 짜서 머릿기름으로 썼다.
약용효과 : 타박상으로 어혈이 맺히거나 산후에 몸이 붓고 팔다리가 아픈 증상을 치료한다.

## 품종
고로쇠생강나무(L. obtusiloba for. quinquelobum Uyeki), 둥근잎생강나무(L. obtusiloba for. ovata T.B.Lee), 털생강나무(L. obtusiloba for. villosum Nakai)가 있다.

## 사진

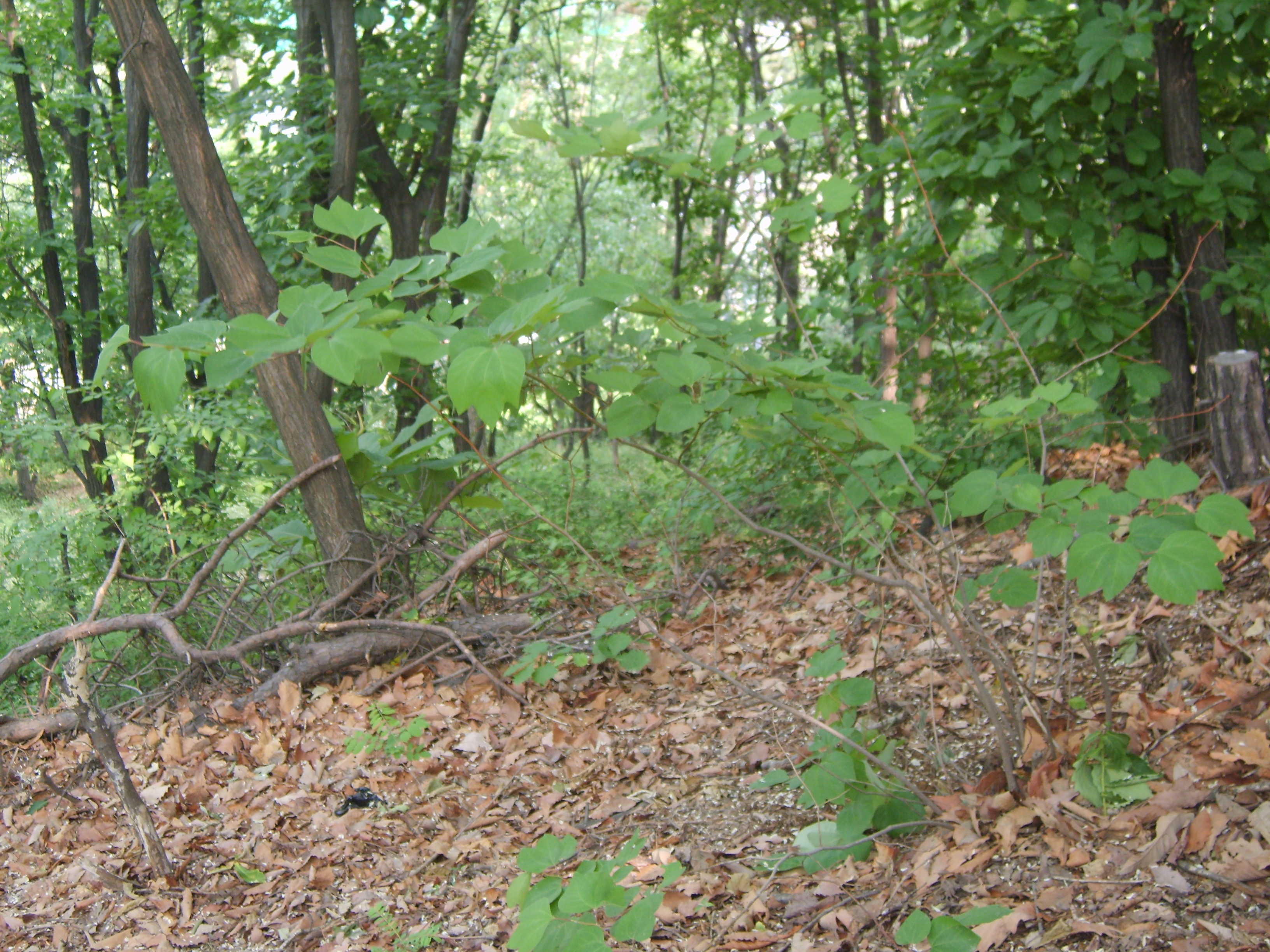
부평 만월산에 사는 어린 생강나무
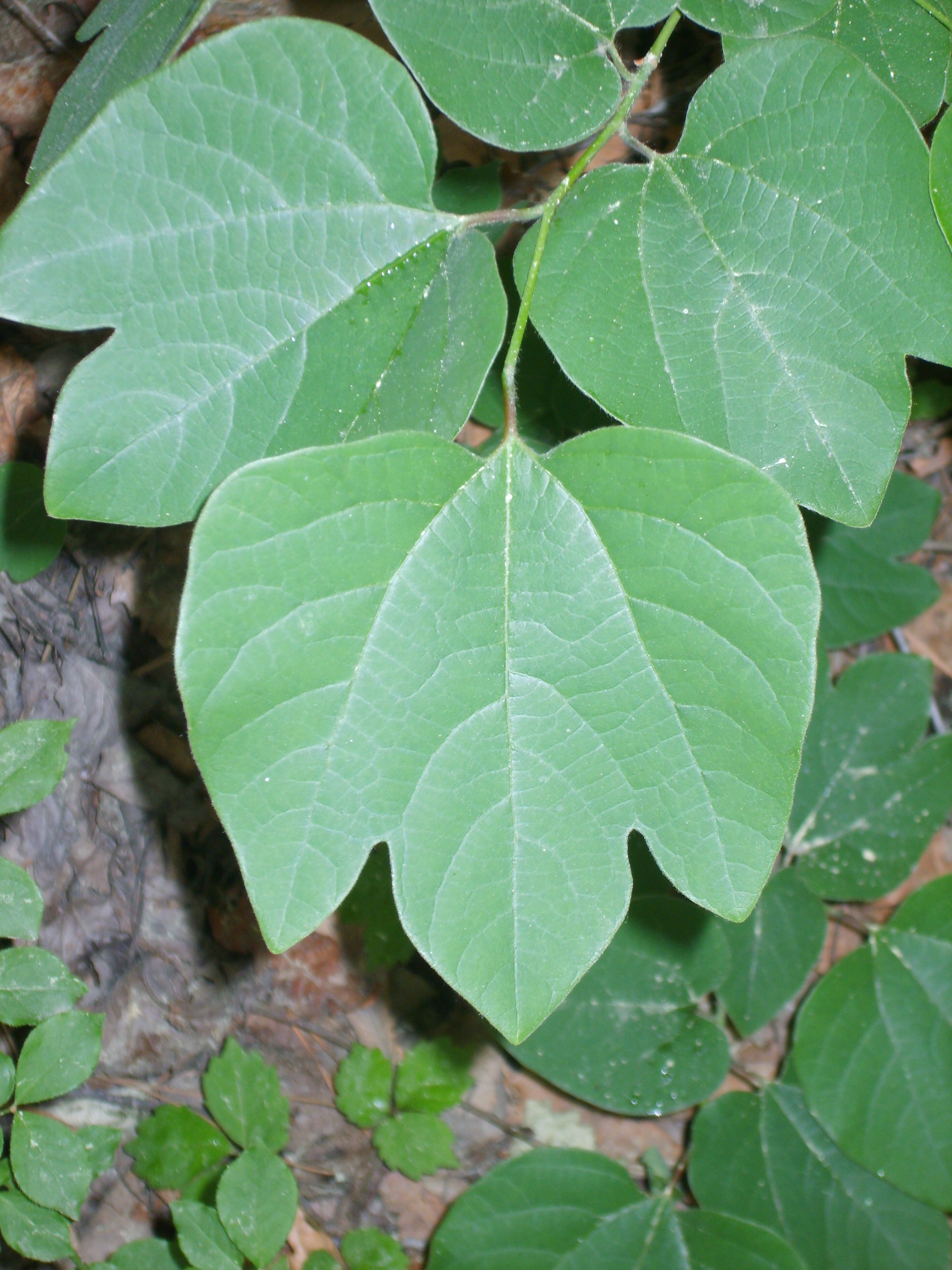
잎
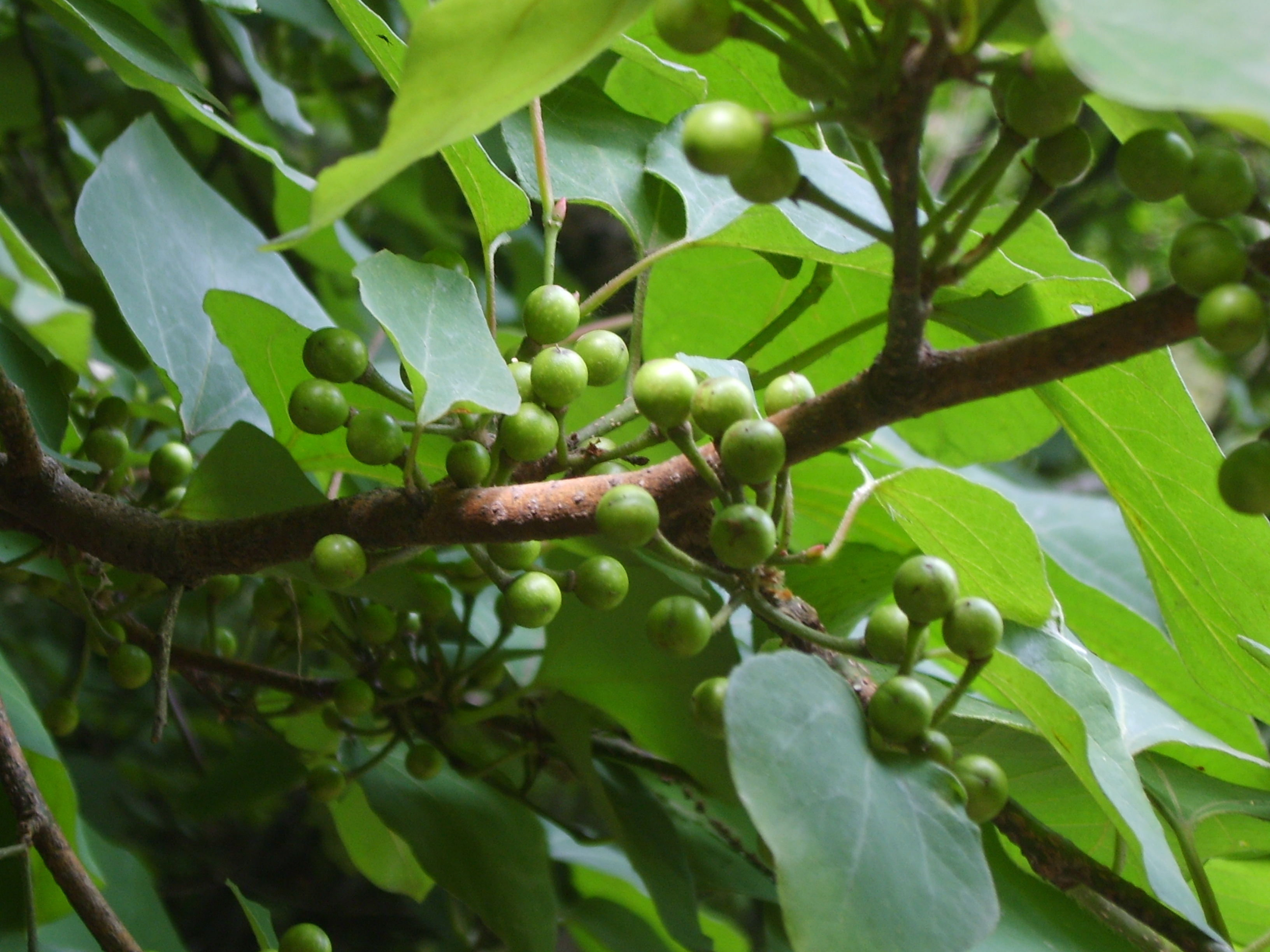
열매

## 문학 속의 생강나무
김유정의 단편 소설 〈동백꽃〉의 동백이 바로 생강나무이다. 빨간 동백나무 꽃과 달리 ‘노란 동백꽃’이라고 되어 있고, ‘알싸한’ 냄새가 풍기는 데서 생강나무임을 확인할 수 있다.
| “ | 뭣에 떠다밀렸는지 나의 어깨를 짚은 채 그대로 퍽 쓰러진다. 그 바람에 나의 몸뚱이도 겹쳐서 쓰러지며, 한창 피어 퍼드러진 노란 동백꽃 속으로 폭 파묻혀 버렸다. 알싸한, 그리고 향긋한 그 냄새에 나는 땅이 꺼지는 듯이 온 정신이 고만 아찔하였다. | ” |
|   | — 위키문헌 |   |

## 참고 문헌
- 윤주복 (2004). 《나무 쉽게 찾기》. 진선출판사. ISBN 9788972214144.